# Dietrich Berg
Dietrich Berg (* 12. Januar 1935 in Offenbach am Main) ist ein deutscher Gynäkologe und Geburtshelfer.

## Leben und Wirken
Dietrich Berg wurde 1935 in Hessen geboren. Er studierte an der Freien Universität Berlin und der Johann Wolfgang Goethe-Universität Frankfurt am Main Medizin. Er wurde im Corps Normannia Berlin (1955) und im Corps Borussia Greifswald (1958) aktiv. Er wurde 1961 an der Johann-Wolfgang-Goethe-Universität Frankfurt am Main zum Dr. med. promoviert. Dort habilitierte er sich dort später auch. Am Frankfurter Universitätsklinikum arbeitete er unter Otto Käser und Heinrich Schmidt-Matthiesen und wurde dort im Frühjahr 1973 zum Professor ernannt. Im September desselben Jahres ging er als Chefarzt an die Frauenklinik im Klinikum St. Marien Amberg, die er bis zu seinem Ruhestand 2001 leitete.
Dietrich Berg war Mitglied des Herausgeberboards der Zeitschrift Der Gynäkologe für die Rubrik CME Weiterbildung – Zertifizierte Fortbildung. 
Er war 1996–1998 Präsident der Deutschen Gesellschaft für Gynäkologie und Geburtshilfe und organisierte ihren Kongress 1998 in Nürnberg. 1984–1986 war er Präsident der Deutschen Gesellschaft für Perinatale Medizin. Weiterhin war er Vorsitzender der Bayerischen Gesellschaft für Geburtshilfe und Frauenheilkunde.

## Ehrungen
- Ehrenmitglied der Deutschen Gesellschaft für Gynäkologie und Geburtshilfe[4]
- Ehrenmitglied des Berufsverbandes der Frauenärzte
- Ernst-von-Bergmann-Plakette der Bundesärztekammer (2009)[5]
- Verdienstkreuz 1. Klasse des Verdienstordens der Bundesrepublik Deutschland
- Ehrenmitgliedschaft der Bayerischen Gesellschaft für Geburtshilfe  und Frauenheilkunde 2002

## Schriften
- Schwangerschaftsberatung und Perinatologie: Moderne Betreuung des Feten und Neugeborenen. Thieme-Verlag, Stuttgart 1972, ISBN 3-13-485401-5
- Schwangerschaftsberatung und Perinatologie. Thieme-Verlag, Stuttgart 1988, ISBN 3-13-485403-1
- Pränatale Diagnostik: eine Auseinandersetzung. Vieweg-Verlag, Braunschweig 1989, ISBN 3-528-07991-6
- Würde, Recht und Anspruch des Ungeborenen: Klausur- und Arbeitstagung. Urban und Vogel, München 1992, ISBN 3-86094-015-5
- mit Klaus Ulsenheimer: Patientensicherheit, Arzthaftung, Praxis- und Krankenhausorganisation. Springer-Verlag, Berlin 2006, ISBN 3-540-23677-5